# Albino Donati
Albino Donati (Bagnolo Mella, 31 marzo 1902 – Brescia, 17 luglio 1972) è stato un politico italiano.

## Biografia
Membro della Commissione centrale di beneficenza della Cassa di risparmio delle province lombarde e del consiglio dell'ordine degli Avvocati, è stato consigliere comunale a Brescia e senatore della Repubblica eletto nel collegio di Chiari per la I Legislatura con il partito Democratico Cristiano. Fu Sindaco di Bagnolo Mella dal 1946 al 1948 e sindaco di Pontevico dal 1948 al 1965.